# Монтаури
Монтаури (порт. Montauri) — муниципалитет в Бразилии, входит в штат Риу-Гранди-ду-Сул. Составная часть мезорегиона Северо-восток штата Риу-Гранди-ду-Сул. Входит в экономико-статистический микрорегион Гуапоре. Население составляет 1609 человек на 2006 год. Занимает площадь 82,077 км². Плотность населения — 19,6 чел./км².

## История
Город основан 9 мая 1988 года.

## Статистика
- Валовой внутренний продукт на 2003 составляет 30 379 588,00 реалов (данные: Бразильский институт географии и статистики).
- Валовой внутренний продукт на душу населения на 2003 составляет 18 490,32 реалов (данные: Бразильский институт географии и статистики).
- Индекс развития человеческого потенциала на 2000 составляет 0,825 (данные: Программа развития ООН).